# Streaming-Produktion
Als Streaming-Produktion bezeichnet man sowohl den Vorgang der Herstellung eines Streaming-Media-Angebots als auch das Ergebnis dieser Produktion.

## Verfahren
Grundsätzlich gelten für die Produktion von Streaming Video zunächst ähnliche Anforderungen wie für eine Fernsehproduktion, für Streaming Audio dieselben wie für eine Hörfunkproduktion; vorhandene Sende- und Tonstudios lassen sich in der Regel – sofern sie bereits auf Digitaltechnik umgerüstet wurden – mit geringem Aufwand für Streaming-Produktionen ausbauen. Die kostspielige Studiotechnik ist jedoch für die heutigen Anforderungen an die Qualität von Streaming-Angeboten nicht zwingend erforderlich.

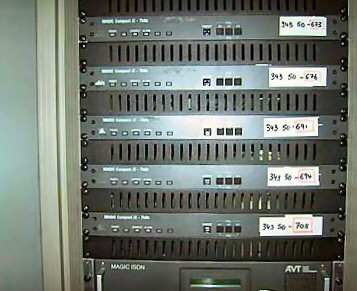
AVT Magic ISDN

Gelangt das Audiosignal über eine Telefonleitung in das Sendezentrum, kann eine spezielle Hardware, ein so genannter Telefonhybrid wie das Magic ISDN von AVT zur Verarbeitung eingesetzt werden, der bereits diverse verbreitete Codierverfahren eingebaut hat. Diese Geräte setzen einen ankommenden Telefonanruf in einen für die Studiotechnik passendes Audiosignal um, was dem Streaming-Anbieter die Konfiguration und Wartung von Encoder-PCs erspart.
Das digitale Audio- oder Videosignal wird anschließend in einem Encoder mit einem speziellen Streaming-Codec in ein streambares Format umgewandelt; auch hier können handelsübliche Computer mit den verbreiteten Betriebssystemen Windows, GNU/Linux oder Mac OS eingesetzt werden. Die Encoder benötigen eine Software wie den Real Producer von RealNetworks, welche die Arbeit des Encodierens erledigt.
Die encodierte Datei wird
- im On-Demand-Streaming auf einem Dateiserver abgelegt und über die Protokolle HTTP oder FTP bzw.
- im Live-Streaming direkt an den Streaming Server weitergereicht.

Die grundlegende Technik hinter dem Streamen ist so einfach, dass sie heutzutage mit prinzipiell jedem Personal Computer durchgeführt werden kann. Die Anforderungen steigen jedoch überproportional, sobald die Komplexität des zu streamenden Contents zunimmt.
Wer beispielsweise mehrere Dutzend Live-Streams parallel übertragen muss, benötigt einen ganzen Encoder-Park; sollen die Streams zeitgleich nicht nur an eine Handvoll Teilnehmer, sondern an ein Massenpublikum ausgeliefert werden, reichen auch die Kapazitäten der leistungsfähigsten ISPs nicht mehr aus. In diesem Nischenbereich der professionellen Streaming-Distribution haben spezialisierte Anbieter wie Akamai ausgefeilte Lösungen entwickelt, die – zu entsprechenden Preisen – vermarktet werden.

## Produktionstools
- Adobe: Flash
- Apple: QuickTime
- DRS 2006, eine Radioautomationssoftware ()
- Helix DNA Server, ein Mehrformat-Encoder für die Erstellung von Streaming-Broadcasts, On-demand-Streaming und herunterladbare Audio- und Videodateien ();
- Microsoft: Windows Media Encoder
- RealNetworks: Real Producer
- VLC media player (VLC), ein Medienplayer mit Streamingfähigkeiten und Server-Funktionalität des VideoLAN-Projekts
- miniCASTER, portabler Echtzeit Encoder im Taschenformat ()